# Harry Solter
Henry Lewis "Harry" Solter (19 de novembro de 1873 – 2 de março de 1920) foi um ator de cinema mudo norte-americano, roteirista e diretor. Foi casado com a atriz Florence Lawrence. Ele atuou principalmente em filmes mudos de D. W. Griffith.

## Filmografia selecionada
- Romeo and Juliet (1908)
- A Drunkard's Reformation (1909)
- The Rocky Road (1910)
- Duke De Ribbon Counter (1911)
- Betty's Nightmare (1912)
- Blind Man's Bluff (1916)
- The Sage Hen (1921)